# Стефан Вукчић Косача
Стефан Вукчић Косача (око 1404 — 22. мај 1466) био је средњовјековни властелин и оснивач Војводства Светог Саве, касније названог Херцеговина, по његовој титули херцег од Светог Саве.
Наследник је Сандаља Хранића Косаче од 1435. године, био је најистакнутији међу Косачама. Од 1440. до 1443. проширио је власт на Омиш, Пољицу, Требиње, Клобук, трг Подгорицу и утврђења Медун и Соко (штитарски) у Горњој Зети и Бар (Доња Зета). Угрожен од Млечана и зетскога војводе Стефана Црнојевића, који су му убрзо затим отели Бар, Горњу Зету и Омиш, помирио се с босанским краљем Стефаном Томашем, с којим је до тада ратовао. У знак помирења пристао је на удају кћери Катарине за босанског краља (1446). Године 1448. приклонио се Османлијама и српском деспоту Ђурђу Бранковићу у нападу на босанског краља и у манастиру Милешева прогласио се „Херцегом од Светог Саве". Територија под његовом влашћу, од тада позната под именом Херцеговина, протезала се од Лима до Цетине и од Раме до Которскога залива. На том је простору био самосталан владар. Тежње за привредним осамостаљењем Херцеговине дошле су до изражаја и у његовим напорима да Херцег Нови развије у поморско и трговачко средиште (1449. основао је радионицу сукна). Притом је избио рат с Котором и Дубровником, који је трајао 1451—1454, а у њега су се уплели и херцегови противници (краљ Стефан Томаш, херцегов син Владислав Херцеговић Косача, властела Влатковићи и поједини херцегови вазали). Османска војна помоћ упућена херцегу поколебала је његове противнике па се 1453. помирио са сином Владиславом, а 1454. с Дубровником. Пошто су Османлије почеле упадати у његову земљу, помирио се и с новим босанским краљем Стефаном Томашевићем (1461)
Након пада Босне 1463. његове су земље постепено, од 1465. године, освајале Османлије (Хум и Подриње) и Млечани (Неретванску крајину). Крајем живота власт му је била сведена на уско приморско подручје с Херцег Новим, који су Османлије заузели 1483.

## Учвршћење на власти
Смрт Сандаља Хранића (15. марта 1435. године) изазвала је стварање коалиције босанске властеле против његовог наследника. Угарски краљ настојао је да ојача власт свога вазала Твртка и да Угарској припоји Хум на кога су угарски краљеви полагали право још од времена владавине краља Лајоша (1342-1382). Хум је био значајан због Дријевског трга. Матија Таловец је по наређењу Жигмунда напао Хумску земљу. Придружили су му се и Радивојевићи. Радослав Павловић такође је био непријатељ Сандаљевог наследника. Пошто су Сандаљева браћа, Вук и Вукац Хранићи, помрли још за његова живота, војводу је наследио најстарији синовац Стефан Вукчић Косача који је још раније одређен за наследника. Стефан је нападнут са свих страна. Изгубио је најпре трг Дријева где се учврстио Ђурађ Војсалић. Он је средином 1435. године позвао у помоћ Турке. Одред од 1500 турских коњаника стигао је почетком јула у Босну. Угари су истерани из Хума, а територије Радослава Павловића су опљачкане. Такође, Стефан Вукчић је пружио подршку наследнику Иваниша Нелипчића, његовом зету Ивану Франкапану. Након Иванишеве смрти, Жигмунд је затражио Омиш за себе и послао против Ивана бана Матију Таловца. Стефан је 1436. године лично дошао у помоћ своме савезнику. Стефан је 1436. године заувек отклонио угарски притисак на Хум. Крајем исте године средио је односе са угарским краљем. У исто време он се измирио и са Твртком. Дубровчани су га такође прихватили за Сандаљевог наследника, као и Млетачка република. Најупорнији противник Стефана био је Радослав Павловић. Он је крајем 1437. године изгубио наклоност Турака те је Стефан добио наређење Мурата II да заузме Требиње. Стефан је Требиње освојио, а запосео је и Јелеч у Подрињу. У Врму је опсео тврђаву Клобук. Међутим, Радослав је за кратко време повратио наклоност Порте и навукао их против Стефана. Турци су 1439. године провалили у Босну и приморали Стефана да Радославу врати Требиње и остале територије које је освојио. Радослав се оженио Стефановом сестром Теодором и између Павловића и Косача склопљен је мир.

## Ширење
Жигмунд Луксембуршки је умро крајем 1437. године. Наследио га је Алберт Аустријски који је владао следеће две године. Мурат је 1439. године кренуо у освајање Српске деспотовине. Придружио му се и босански вазал Стефан Вукчић Косача. Истовремено умире Алберт Аустријски и у Угарској избија дуготрајна криза. Стефан Вукчић је кренуо у освајање земаља Матије Таловца након смрти Алберта Аустријског. Помагао му је краљ Твртко. Почетком 1440. године Радослав Павловић дуговао је султану велику суму новца због које је овај доделио Требиње и Врм Стефану под условом да Стефан исплати Радослављев дуг. Марта 1440. године Стефан је заузео Требиње. Избија рат, а Радослав и Стефан се парниче пред Портом. Након освајања Српске деспотовине, Зета је остала незаштићена што користи Стефан Вукчић. Почетком јула 1439. године тражио је од которског кнеза помоћ у заузимању Зете. Приказивао се као наследник Балшића, а повезао се чак и са Стефаном Марамонте-Балшићем (сином Константина и Јелене Топија) који је тада као кондотјере ратовао у јужној Италији. Одлагање освајања Зете изазвао је деспотов боравак у Зети (лето 1440) током кога је безуспешно покушавао да се измири са Портом. Априла 1441. године Ђурађ је у журби напустио Зету и склонио се у Дубровник. Стефан је на своју страну привукао и Црнојевиће. Султан је Стефану наредио на нападне Дубровник у коме се деспот склонио. Због тога је Ђурађ напустио Дубровник. Септембра 1441. године Стефан је запосео Горњу Зету. Имао је помоћ најстаријег брата, војводе Стефана Црнојевића, који је добио пет великих катуна у Горњој Зети. У освајању Доње Зете Стефан је имао опасног противника — Млетачку републику.
Стефан Вукчић марта 1442. године заузима Бар. Будва и Дриваст предали су се Млечанима. Крајњи резултат овог рата јесте проширење млетачких поседа на источној јадранској обали. Крајем 1441. године умро је Радослав Павловић. Наследила га је сестра, удовица и најстарији син Иваниш Павловић. Стефан заузима Клобук, последње упориште Павловића на југу. Маја 1442. године склопљен је мир. Последња позната активност краља Твртка је покушај продаје Босне Млетачкој републици. Понуда је одбијена, након чега Твртко склапа мир са Муратом. Умро је новембра 1443. године.

## Сукоб са Стефаном Томашем
Након Тврткове смрти Стефан Вукчић Косача је постао најмоћнији босански војвода. Децембра 1443. године нови краљ постао је Стефан Томаш, син Остоје Котроманића. На престо га је поставила властела, иако је тврдио да га је Твртко пред смрт одредио за наследника. Избор је обављен без учешћа Стефана Вукчића који према Томашу заузима непријатељски став. Настојао је да на престо доведе Радивоја, али га је онемогућила заузетост Турака у Дугој војни. Права на босанску круну имао је и Херман Цељски у складу са уговором из 1427. године. Међутим, Јанко Хуњади је 1444. године издејствовао пристанак угарског краља Владислава на долазак Томаша на престо. На страни новог краља били су Иваниш Павловић, Венеција и Радивојевићи. Томаш је јануара 1444. године продро у долину доње Неретве и заузео Косачин Дријевски трг. На страну Венеције су у Доњој Зети прешли сви Црнојевићи, сем војводе Стефана Црнојевића. Млечани су започели опсаду Бара, који се брзо предао. Заузели су и Омиш. Стефан Црнојевић марта 1444. године прелази на њихову страну. Стефан Вукчић је савезника потражио у Италији. Постао је вазал Алфонса Арагонског. Нови краљ заузео је турску Сребреницу. Ђурађ је августа 1444. године добио делове Деспотовине које су заузели Турци. Потом је ступио у преговоре са Косачом који су завршени споразумом. Стефан је Ђурђу вратио Горњу Зету са Медуном. Савез је био уперен против босанског краља и Млетачке републике. Априла 1445. године Ђурађ је вратио Сребреницу. Томаш је свим снагама напао Стефана. Иваниш је стао на његову страну. Дријева су поново пала у краљеве руке. Изненада је настао неки преокрет. Септембра је у Босни владао мир. Томаш и Стефан склопили су мир. Краљ се оженио Стефановом ћерком Катарином. Иваниш Павловић и Петар Војсалић (син Ђурђа Војсалића, војвода Доњих Крајева) били су незадовољни преокретом. Босна је била у добрим односима са свим суседима, сем са Србијом. Сребреница је поново заузета 1446. године. Склопљен је компромис по коме су приходи рудника дељени по пола. Ниједна страна није била задовољна тиме. Једно време кован је новац који је на једној страни имао лик босанског краља, а на другој лик српског деспота.
Пуне две године нема вести о унутрашњим сукобима у Босни. Војвода Стефан Вукчић је пожелео да поново уреди односе са Ђурђем који су поремећени склапањем мира између војводе и босанског краља. Мир са српским деспотом запечаћен је неким браком који је ускоро изазвао нови скандал који је на Ђурђа навукао Турке. Турски напад из 1448. године захватио је и Томашеву земљу; чак и Хрватску. Турци продиру до Дријева и спаљују трг. Средином септембра исте године деспотов шурак Тома Кантакузин је разбио босанског краља Томаша и заузео Сребреницу. Стефан Вукчић је тада ратовао на страни Томе.

## Херцег од Светог Саве
Раскид са краљем обележио је узимањем титуле херцега поред традиционалне титуле војводе русага босанског. Намера му је била да се издигне у односу на осталу властелу. Пошто уз титулу херцега иде неки епитет, Стефан се назвао „херцегом од Светог Саве“. Ранија два јужнословенска херцега узимала су у своју титулу градове (Балша II је био дука драчки, а Хрвоје херцег сплитски). Стефан је пошао од манастира Милешеве где је негован култ првог српског архиепископа.
Стефан је у наредним годинама покушао да се ослободи млетачког монопола трговином сољу. Отворио је кумерк солски у Суторини под Новим. Дубровчани и Которани су протестовали због оваквог кршења старих обичаја. Стефана нико није могао да спречи да у својој земљи ради шта хоће. Отварање солане највише је погодило Дубровчане. Криза је достигла врхунац јула 1450. године када је Република својим поданицима забранила трговину на херцеговој земљи. Мера је херцега тешко погодила, али се успео изборити да прескочи Дубровник и одржава непосредне везе са Фиренцом, Венецијом и другим италијанским градовима. Преко мора је слао сребро, олово, восак и набављао тканину и другу робу. Било је јасно да се сукоб са Дубровником не може завршити на миран начин.

## Други конаваоски рат
За рат са Дубровником Стефан је најпре морао обезбедити сагласност Порте. На руку му је ишла попустљивост новог султана Мехмеда II који је пристао уз услов повећања харача у случају херцеговог заузимања Конавла. Томаш је био заузет ратом са Ђурђем око Сребренице, а у Угарској је беснео грађански рат. Херцег је крајем јуна 1451. године ушао у Конавле и посео читаву жупу сем града Сокола и Цавтата. Дубровчани су затражили преговоре о миру. Питање Конавла остављено је Порти на одлуку. До септембра је важило примирје. То време Дубровник је искористио да потражи помоћ на све стране — код Венеције, Алфонса Арагонског, папе и босанског краља. Независно од овог сукоба, део херцегове породице прешао је на страну непријатеља. Узрок је необичан породични живот херцега Стефана. Неколико година раније Стефанови посланици довели су из Фиренце лепу Сијењанку за старијег херцеговог сина Владислава. Херцег је одлучио да је задржи за себе, на велико незадовољство супруге и оштећеног сина. Владислав и његова мајка тајно су тражили од Томаша и Ђурђа Бранковића да нападну Стефана. Владислав је ступио у тајне преговоре са Дубровчанима. У међувремену су и херцег и Дубровчани газили примирје. Дубровчани су сакупљали најамнике док је Стефан опседао Соко и рушио цавтатске зидове. Крајем августа херцег је продро до градских зидина. Бродови су склоњени из луке како их херцегови топови не би оштетили. Херцег је одатле пожурио у помоћ млетачком Котору опседнутом од стране деспотових људи из Зете. Дубровчани су 13. децембра предузели поход на Конавле који је требало да захвати Драчевицу са Новим. Он је завршен катастрофалним поразом Дубровника.
Завршетку рата допринео је веома крупан догађај на Балканском полуострву — склапање мира између Угарске и Турске. Стефану је забрањено да узнемирава Дубровник. Рат је завршен изванредно повољно по Дубровчане, а неповољно по херцега. Стефан је изгубио све што је освојио у рату. Херцег је напустио Конавле, али га је убрзо поново запосео. Међутим, тада је избила побуна његовог сина Владислава који је заузео цео Хум. Дубровчани су га новчано помагали. У Хуму су се, као део савеза против херцега, састале војске Петра Војсалића и Томаша. Стефана су спасла неслагања у табору савезника. Најпре је дошло до сукоба Петра Војсалића и Петра Таловца, а затим се становништво побунило против Владислава и прешла на страну Млечана. Млетачка флота заузела је трг Дријева преко Неретве. Табор херцегових непријатеља спасао је долазак Томаша у Хум. Он је са лакоћом повратио Дријева и сломио устанак против Владислава. Потом се повукао из Хума. Херцег је 1452. године напао савезнике, али се фебруара 1453. године морао повући. Ступио је у преговоре са сином и Дубровчанима. Маја 1454. године склопљен је мир. Дубровчани су добили слободу кретања. Стефану је припао Дријевски трг, а солана у Новом није ни поменута. Установљено је стање пре рата. У међувремену, Турци су освојили Цариград. Мир са Стефаном Томашем Косача је склопио 1458. године.

## Пад Босне
Томаш је спровео акцију против патарена. Херцег Стефан је помагао деловање крсташког рата иступајући као православац. Двогодишња акција краља Томаша слабо је позната. Многи патарени су под притиском прихватили католичку веру. Четрдесет њих пребегло је у херцегову земљу где није било прогона. Турци су крајем 1459. године пљачкали херцегову земљу. Опљачкана је и Милешева. Турско харање користио је Стефан Црнојевић да и сам плени о херцеговој земљи као турски савезник. Мир је склопљен децембра 1459. године. Под турску власт је 1460. године дошла Сребреница, Зворник и Теочак. Херцег је поручивао Венецији да долази време када ће га „Турци прождрети као толике друге владаоце и господаре“. Тада је почео са одлучнијом политиком према Турцима.
Томашева смрт (1461) није имала неповољне последице по Босну. Стефан Томашевић је постигао мир са херцегом Стефаном. Обојица су се обратили папи који шаље свог легата новембра 1461. године и крунише Стефана за краља. Херцега је на свечаности заступао млађи син Влатко. Матија Корвин је примио новог краља у милост тражећи од њега да Турцима не плаћа харач. На Порти је већ донесена одлука да се Босна освоји. Највећи ударац јединству Босне задао је херцегов син Владислав. Он је 1461. године поново ушао у сукоб са оцем. Након краткотрајног прекида, сукоб је поново плануо 1462. године. Херцег је 1452—3. године обећао да ће поделити земљу међу синовима, остављајући мањи део мајци за издржавање. Владислав је добио три града у источном делу земље. Он је 1462. године захтевао половину очеве земље. Лично је отишао султану нудећи му 100.000 дуката (које би позајмио од Венеције и Дубровника) у замену за трупе. Мехмед је уцењивао херцега тражећи од њега 100.000 дуката и три града (укључујући и Клобук). Забранио је херцегу везе са Венецијом и папом. Херцег је све одбио. Први напад уследио је почетком 1463. године. Део султанове војске дат је Владиславу. Херцег је потучен на реци Брезници. Владислав је дошао на власт. Султан је маја лично дошао у Босну. Турска војска је подељена. Један део је послат на Саву да спречи угарског краља да пошаље помоћ. Мехмед је са другим делом отишао пред Бобовац, док је Махмуд-пашу послао под Јајце. Краљ Стефан, који је резидирао у Јајцу, бежао је на запад. Махмуд-паши је поверено да га ухвати. Краљ се затворио у тврђави у Кључу. Његова војска разбијена је пред зидинама града те је Стефан, као некад у Смедереву, отпочео са преговорима. Споразумео се да преда румелијском беглербегу тврђаву у замену за слободан пролаз. Махмуд-паша га је, међутим, ухватио и предао султану. Овај није хтео ни да га погледа, већ је наредио да му се одруби глава. Већина босанских градова се после тога предала без борбе уз обећање да ће браниоци бити поштеђени. Султан је наводно освојио 117 градова. Херцег је сачувао главу тако што се укрцао на млетачку галију која га је склонила у Приморје.

## Рат са Турцима
Током јуна 1464. године долази до измирења херцега Стефана и Владислава. Споразумом је одређено да херцег Стефан уступи Владиславу четвртину својих земаља. Средином месеца Влатко је заузео Кључ код Гацкa. Постепено је враћао град за градом. Средином октобра исте године херцег је повратио читаву земљу сем три града за које је био уверен да ће их потчинити уколико Турци не пошаљу појачања. Млађи Стефанов син Влатко је чак прешао у земљу Павловића и освојио шест градова. Заузeо је и три града у земљи Ковачевића од којих је један био близу Сребренице. На западу је деловао Иваниш Влатковић који је такође постизао успехе.
Папа је октобра 1463. године објавио крсташки рат против Турака. Матија Корвин се појавио као наследник свога вазала, краља Стефана, и почетком октобра започео са освајањем турских територија у Босни. Највећи део снага послао је на Јајце. Испред Јајца дошло је до састанка између херцега Стефана, Матије и Владислава. Договорена је помоћ угарског краља херцегу Стефану код најугроженијих градова Херцеговине. Стефан је Матији пружио помоћ при освајању Јајца. Султан је љутито изјављивао да је град изгубио због Стефана Вукчића, а не због угарског краља. Посада у Јајцу предала се децембра 1463. године. Говорило се да је 60 градова пало у угарске руке. То су свакако претеране процене, али се зна да је заузет Звечај у коме је међу посадом био и Константин из Островице, хроничар. У султановим рукама остала је средња и источна Босна са рудницима. Краљ Матија почетком 1464. године није показивао активност.
Турци су средином 1464. године упали у Босну. У првој половини јула стигао је под Јајце Махмуд-паша Анђеловић, али је опсада завршена неуспехом. Херцегове земље у области Дрине су опљачкане. Августа се херцегов син Влатко склонио рањен на територију Дубровачке републике. На јесен 1464. године дошло је до новог раздора у породици Стефана Вукчића. Владислав је био у везама са Портом. Послао је изасланике румелијском беглербегу. Следеће године отац и син били су у већој свађи него икад. Није познато који су били нови захтеви Владислава који је започео сукоб. У расправи је учествовао и Влатко.

## Последње године и смрт
У Млетачкој се у то време веровало да херцег има милион златника и да је постигнут споразум по коме ће читава Стефанова земља бити уступљена Угарима у замену за Загреб и друге поседе у Угарској. Ништа од тога није остварено. Иса-бег Исаковић је 1465. године започео са освајањем херцегове земље. Стефану је после августа остало само нешто земље у Приморју, укључујући и град Нови. Владислав се са својом сестром, бившом краљицом Катарином, склонио на Мљет. Исте године Мехмед је у Босни поставио вазалног краља Матију, сина Радивоја Остојића, некадашњег претендента на босанску круну. Херцег је преживљавао последње дане. Склонио се најпре у Нови, а одатле у Дубровник где је одржавао везу са угарским помоћним одредима од 3000 војника. Млечанима је нудио Нови и Рисан у замену за поседе на другом месту. Млетачка је прихватила предлоге и нудила му цело острво Брач и кућу у Сплиту. У марту 1466. године херцег се разболео. Тражио је од Дубровчана да приме његову имовину. Тестамент је издиктирао 21. маја 1466. године. Потпуно је заобишао Владислава кога је осуђивао због доласка Турака у Босну. Сутрадан је умро. Наследио га је млађи син Влатко.

## Потомство
Стефан Вукчић се женио три пута. Године 1424. оженио је Јелену, ћерку Балше III Балшића (1403-1421). Јелена је била унука његове стрине, супруге Сандаља Хранића, Јелене Лазаревић Балшић (ћерке кнеза Лазара Хребељановића). Јелена Вукчић је умрла 1453. године. Две године касније, Стефан је оженио Барбару која је умрла 1459. године. Трећа Стефанова супруга била је немачка принцеза Цецилија. Оженио ју је 1460. године.
Стефан је са Јеленом имао најмање четворо деце:
- Катарина Херцеговић Косача (1424-1478), босанска краљица, удата за Стефана Томаша (1446).
- Владислав Херцеговић Косача (око 1427—1489), херцег Светог Саве, ожењен Аном Кантакузин, ћерком Ђорђа Кантакузина (1455).
- Влатко Херцеговић Косача (око 1428—1489), херцег Светог Саве, наследио оца. Ожењен Маргаритом, племкињом из Апулије.
- Стефан Херцеговић Косача (око 1430—1515), турски велики везир у више наврата. Ожењен Фатимом, ћерком султана Бајазита II.

Са својом другом женом, Барбаром, Стефан је имао сина који је рођен 1456. године. Умро је млад. Имали су и ћерку Мару. Са трећом супругом није имао деце.

## Породично стабло
|  |                      |  |  |  |  |  |  |  |  |  |  |  |  |  |  |  |
|  | Вук Косача           |  |  |  |  |  |  |  |  |  |  |  |  |  |  |  |
|  |                      |  |  |  |  |  |  |  |  |  |  |  |  |  |  |  |
|  |                      |  |  |  |  |  |  |  |  |  |  |  |  |  |  |  |
|  | Храна Вуковић Косача |  |  |  |  |  |  |  |  |  |  |  |  |  |  |  |
|  |                      |  |  |  |  |  |  |  |  |  |  |  |  |  |  |  |
|  |                      |  |  |  |  |  |  |  |  |  |  |  |  |  |  |  |
|  | Вукац Хранић Косача  |  |  |  |  |  |  |  |  |  |  |  |  |  |  |  |
|  |                      |  |  |  |  |  |  |  |  |  |  |  |  |  |  |  |
|  |                      |  |  |  |  |  |  |  |  |  |  |  |  |  |  |  |
|  | Анка                 |  |  |  |  |  |  |  |  |  |  |  |  |  |  |  |
|  |                      |  |  |  |  |  |  |  |  |  |  |  |  |  |  |  |
|  |                      |  |  |  |  |  |  |  |  |  |  |  |  |  |  |  |
|  | Стефан Вукчић Косача |  |  |  |  |  |  |  |  |  |  |  |  |  |  |  |
|  |                      |  |  |  |  |  |  |  |  |  |  |  |  |  |  |  |
|  |                      |  |  |  |  |  |  |  |  |  |  |  |  |  |  |  |
|  | Катарина Косача      |  |  |  |  |  |  |  |  |  |  |  |  |  |  |  |
|  |                      |  |  |  |  |  |  |  |  |  |  |  |  |  |  |  |
|  |                      |  |  |  |  |  |  |  |  |  |  |  |  |  |  |  |

## Грб Косача, херцега Светог Саве
Иван Томко Мрнавић у својој књизи о животу Светог Саве пише да су Косаче хтеле да се називају и буду чувари гроба Светог Саве. Зато на орнаменту породичног грба имају лава како носи кључ.